# Dory Chamoun
Dory Chamoun (arabisch دوري شمعون, DMG Daurī Šamʿūn; * 1931) ist ein libanesischer Politiker, der die National-Liberale Partei anführt und auch ein bekanntes Mitglied der Qurnat-Schahwan-Sammlung ist, eines Bündnisses von Politikern, Akademikern und Geschäftsleuten, die der pro-syrischen  Politik von Präsident Émile Lahoud gegenüberstanden.

## Leben
Dory Chamoun ist der ältere Sohn des verstorbenen Camille Chamoun, der von 1952 bis 1958 Präsident des Libanon war. Zunächst wurde er Ingenieur, da er ein geringeres Interesse an Politik zeigte als sein jüngerer Bruder Dany Chamoun. Nachdem Dany 1990 einem Attentat zum Opfer fiel, willigte er allerdings ein, die Führung der National-Liberalen Partei zu übernehmen, die sein Vater 1958 gegründet hatte und die von Dany zum Zeitpunkt seines Todes geführt wurde.
Er ist seitdem viel gereist, um in libanesischen Gemeinschaften in Frankreich, Kanada, Neuseeland und den Vereinigten Staaten Werbung für die Opposition gegen die militärische Anwesenheit Syriens im Libanon zu machen. Dory Chamoun ist der ausländischen Unterstützung nicht zugetan; er hat öffentlich gesagt, dass er Israel nicht traue, und beschuldigt es, die libanesischen Christen „verlassen“ zu haben, als sie von israelischer Hilfe abhängig waren, und wiederholt Zweifel an der Ernsthaftigkeit der amerikanischen und französischen Forderungen eines Rückzugs der syrischen Streitkräfte aus dem Libanon ausgedrückt. Er fühlt tiefe Enttäuschung darüber, dass Länder, deren Unterstützung von der libanesischen Opposition gesucht wurde, in seinen Augen die Erwartungen nicht erfüllten.
Unter Chamouns Führung hat die National-Liberale Partei die letzten drei Wahlen zur libanesischen Nationalversammlung in den Jahren 1992, 1996 und 2000 boykottiert, da er behauptete, diese seien manipuliert, um eine pro-syrische  Mehrheit zu ergeben. Nach dem Attentat auf den Fahrzeugkonvoi des früheren Ministerpräsidenten Rafiq al-Hariri am 14. Februar 2005 war er ein prominenter Teilnehmer an der Zedernrevolution, die den völligen Rückzug der syrischen Truppen von libanesischem Gebiet sowie den Rücktritt der pro-syrischen Regierung und das Abhalten freier und fairer Parlaments- und Präsidentschaftswahlen verlangte.
Chamouns politischer Boykott bezog sich nicht auf die Kommunalpolitik. Er ist Bürgermeister des Ortes Dair el-Qamar.
Dory Chamoun erlitt in seinem Leben einige persönliche Tragödien, einschließlich der Ermordung seines Bruders Dany, aber auch seines jüngsten Sohnes. Er hat noch einen anderen Sohn, Camille Chamoun Jr., der auch politisch aktiv war und erfolglos an den Wahlen im Mai und Juni 2005 teilgenommen hatte.
Am 27. Januar 2006 erklärte Dory Chamoun seine Kandidatur für den vakanten Sitz der Maroniten im Wahlbezirk Baabda-Aley gegen May Chidiac. Allerdings ging der Sitz an Pierre Daccache.
| Personendaten    | Personendaten           |
| ---------------- | ----------------------- |
| NAME             | Chamoun, Dory           |
| KURZBESCHREIBUNG | libanesischer Politiker |
| GEBURTSDATUM     | 1931                    |